# Vasily Levit
Vasily Levit (24 de fevereiro de 1988) é um pugilista cazaque, medalhista olímpico. 

## Carreira
Vasily Levit competiu na Rio 2016, na qual conquistou a medalha de prata no peso pesado.